# Веселівська сільська рада (Новомиргородський район)
Весе́лівська сільська́ ра́да — орган місцевого самоврядування Новомиргородського району Кіровоградської області. Центр сільської ради — село Веселівка.
Площа — 26,43 км². Населення — 316 чоловік.

## Населені пункти
Сільраді підпорядковані населені пункти:
- с. Веселівка
- с. Арсенівка

## Склад ради
Рада складається з 12 депутатів та голови.

### Керівний склад ради
| ПІБ                       | Основні відомості                                                                 | Дата обрання | Дата звільнення |
| ------------------------- | --------------------------------------------------------------------------------- | ------------ | --------------- |
| Крюк Петро Єфремович      | Сільський голова, 1947 року народження, освіта, член Комуністичної партії України | 26.03.2006   | 20.01.2010      |
| Волошина Галина Василівна | Сільський голова, 1958 року народження, освіта вища, позапартійна                 | 31.10.2010   |                 |

Примітка: таблиця складена за даними джерела

## Населення
Згідно з переписом УРСР 1989 року чисельність наявного населення села становила 334 особи, з яких 154 чоловіки та 180 жінок.
За переписом населення України 2001 року в селі мешкало 316 осіб.

### Мова
Розподіл населення за рідною мовою за даними перепису 2001 року:
| Мова       | Відсоток |
| ---------- | -------- |
| українська | 93,04 %  |
| молдовська | 3,16 %   |
| російська  | 2,85 %   |
| інші       | 0,95 %   |